# Paul Kapteyn
Paulus Johannes (Paul) Kapteyn, także Kapteijn (ur. 28 września 1895 w Amsterdamie, zm. 27 września 1984 w Woluwe-Saint-Lambert) – holenderski polityk i samorządowiec, deputowany krajowy i europejski.

## Życiorys
Był dyrektorem w fabryce wyrobów czekoladowych w Haarlem. Zasiadał w tamtejszej radzie ds. pracy, należał także do rady nadzorczej przedsiębiorstwa. W 1955 i 1956 uczestniczył w spotkaniach Grupy Bilderberg.
Został członkiem Partii Pracy. Zasiadał w radzie prowincji Holandia Północna (1946–1954) i radzie miejskiej Bloemendaal (1955–1960). W latach 1950–1966 pozostawał deputowanym Eerste Kamer. Był oddelegowany do Zgromadzenia Europejskiej Wspólnoty Węgla i Stali (1952–1957), w 1948 przekształconego w Parlament Europejski (1952–1956, 1958–1966, od 1964 jako wiceprzewodniczący) oraz do Zgromadzenia Parlamentarnego Rady Europy (1952–1957).
Syn Holendra i Hiszpanki. Był żonaty z kobietą pochodzącą z Republiki Południowej Afryki. Jego syn Jos Kapteyn został członkiem Rady Stanu i sędzią Trybunału Sprawiedliwości Unii Europejskiej. Zmarł w wyniku wypadku.